# Francesco Ercole di Valois
Francesco Ercole di Valois, duca d'Alençon, d'Angiò e di Berry (Castello di Fontainebleau, 18 marzo 1555 – Château-Thierry, 10 giugno 1584), fu l'ottavo figlio di Enrico II di Francia e di Caterina de' Medici e fratello dei re di Francia: Francesco II, Carlo IX e Enrico III.
Alla testa del partito dei Malcontent, Francesco svolse un ruolo politico particolarmente importante nella Francia di fine Cinquecento. Causò problemi alla corte di suo fratello Enrico III e partecipò alla sesta e settima guerra di religione.
Fu un pretendente alla mano della regina Elisabetta I d'Inghilterra dal 1572 fino alla sua morte, e prese parte alla guerra di indipendenza delle Province Unite contro la Spagna: con il trattato di Plessis-les-Tours del 1580 tutte le Province meno l'Olanda e la Zelanda, lo riconobbero "Protettore della libertà dei Paesi Bassi", e sembrava destinato a diventare il sovrano del nuovo stato, quando l'insuccesso del tentativo di prendere con la forza la città di Anversa nel 1583 lo costrinse a riparare in Francia. 
Morì di malaria il 10 giugno 1584 a Château-Thierry. La sua morte ebbe importanti implicazioni politiche: essendo suo fratello re Enrico III senza figli, permise ad Enrico di Navarra di diventare re di Francia alla morte di Enrico III. La prospettiva di avere un re ugonotto favorì quindi la recrudescenza del radicalismo cattolico, con lo scoppio infine dell'ottava guerra di religione.

## Biografia

### Giovinezza (1555-1572)

#### Infanzia

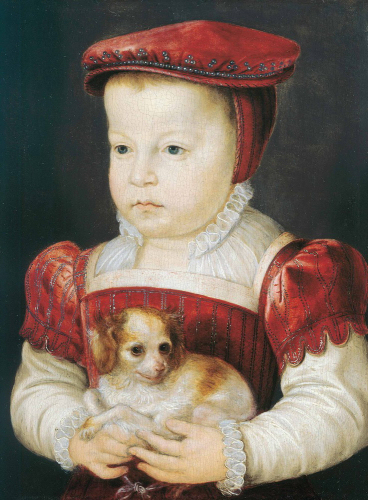
Ercole di Valois, duca d'Angiò. Bottega di François Clouet 1559 circa.

Nacque il 18 marzo 1555 nel castello di Fontainebleau, figlio di Enrico II di Francia e Caterina de' Medici. Fu battezzato con il nome di «Ercole», avendo come padrini il conestabile di Francia Anne de Montmorency ed Ercole II d'Este, duca di Ferrara. Trascorse l'infanzia insieme ai fratelli nei castelli lungo la Senna, accudito da un gran numero di servitori e cortigiani addetti al suo benessere personale.
L'inopinata morte del padre nel 1559 provocò la rottura degli equilibri di potere tra le grandi famiglie aristocratiche del regno, divise anche per motivi religiosi. Segnato dalla presa di potere dei cattolici Guisa, il breve regno di Francesco II venne funestato dalla congiura di Amboise, ordita dai due principi del sangue di fede calvinista: Antonio di Borbone, re di Navarra e Luigi di Condé. L'ascesa al trono di re Carlo IX di soli dieci anni, permise a Caterina de' Medici di prendere le redini del potere, in qualità di reggente.
Nonostante la ricerca di un clima distensivo, la tensione crescente tra i due schieramenti politico-religiosi portò allo scoppio della prima guerra civile di religione. Durante questo periodo, il piccolo Ercole e la sorella maggiore Margherita vissero riparati nel sicuro castello di Amboise, allevati da varie dame di corte. Finita la guerra, si ricongiunse alla madre e ai fratelli per partecipare a «le grand voyage de France» della corte: un tour di propaganda monarchica, ideato da Caterina per rinsaldare i legami tra il sovrano e la popolazione.
Se fino a quel momento Ercole si era dimostrato più robusto dei fratelli Carlo e Enrico, oltre che ad un aspetto gradevole e un carattere gioviale, tra Lione e Valence si ammalò gravemente e fu costretto a tornare Parigi per poter essere curato. Non vi sono dettagli su quale tipo di malattia avesse contratto, ma da quel momento la sua salute sarebbe rimasta irrimediabilmente compromessa. Si ricongiunse alla corte un anno dopo e nel febbraio 1566, a Moulins, ricevette la cresima, durante la quale, su richiesta della madre, mutò il nome in «Francesco», in onore del nonno Francesco I. Ricevette inoltre in appannaggio da suo fratello Carlo, i ducati d'Alençon e di Normandia.

#### Educazione, aspetto e carattere

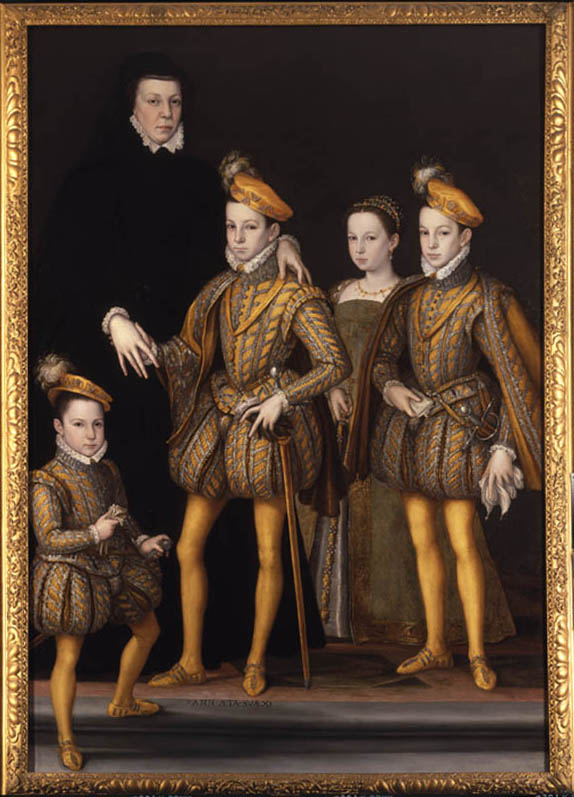
Ritratto di famiglia: Caterina de' Medici con re Carlo IX, Margherita, Enrico e Francesco. 1561 circa.

Secondo una prassi consolidata, fino ai sette anni i Fils de France erano cresciuti da dame di corte, per poi venir affidati a dei precettori che dovevano occuparsi della loro istruzione. A differenza dei fratelli maggiori, Francesco non avrebbe mai spiccato in doti o curiosità intellettive: la sua corrispondenza palesa una conoscenza semplicistica del francese e la sua incapacità ad esprimersi in italiano. Pur preferendo sempre lo sport, la caccia e gli esercizi militari alla cultura, ciò non gli avrebbe impedito di svolgere il ruolo da mecenate, prendendo sotto la sua protezione numerosi artisti e scrittori, tra cui Jean Bodin, Guillaume Postel, Brantôme, Ronsard.
Nel settembre 1569, Francesco fu colpito da una violenta forma di vaiolo. Pur riuscendo a sopravvivere, il suo volto rimase profondamente devastato dalle cicatrici delle pustole. In particolare il naso era talmente segnato da sembrare diviso in due. Stando al suo amico d'infanzia, il visconte di Turenne, la malattia lo avrebbe segnato profondamente anche nel carattere e nell'intelletto. Crescendo inoltre sarebbe risultato essere molto basso rispetto ai fratelli: cosa per la quale sarebbe stato pesantemente dileggiato.
Queste avversità lo avrebbero reso un ragazzo taciturno e introverso, facendogli sviluppare un carattere ambizioso e spregiudicato. Con il passare degli anni avrebbe sviluppato una gelosia e un rancore crescenti nei confronti dei fratelli, in particolare verso Enrico, il prediletto della regina madre. Caterina si sarebbe sempre rapportata con poca comprensione verso l'ultimogenito: nell'infanzia ad esempio, lo avrebbe poco indulgentemente descritto come «un piccolo moro (petite moricaud) che non ha che guerra e tempesta nel suo cervello».

#### Primi passi in politica

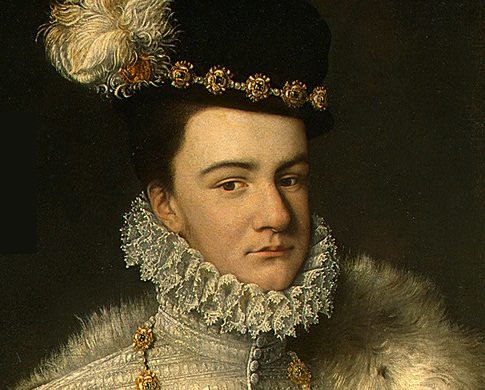
Francesco duca d'Alençon. Particolare da dipinto di François Clouet (1572 circa). Le cicatrici del vaiolo non sono state raffigurate.

Rispetto al resto dei fratelli che seguivano la corte itinerante nei vari castelli lungo la Senna e la Loira, Francesco rimase fisso a Parigi dal 1569 con la sua corte personale, governata da Jean d'Ebrard, seigneur de St-Sulpice, ex ambasciatore francese in Spagna e dal 1568 incaricato della sua istruzione, con il quale strinse una forte amicizia.
Francesco sperava di potersi distinguere in ambito militare come aveva fatto suo fratello Enrico durante la terza guerra civile di religione, vincendo nelle famose battaglie di Jarnac, in cui era rimasto ucciso il principe di Condé, e di Montcountour. Il suo lavoro di supporto all'esercito regio non fu ignorato, ma Francesco rimase comunque una figura politica sfocata al servizio di suo fratello il re.
Nel 1570 anche il duca entrò nel mercato delle alleanze matrimoniali gestito da Caterina, che inizialmente pensò di farlo sposare ad una principessa sassone, ma il fermo rifiuto del duca d'Angiò di abiurare il cattolicesimo, provocando la rottura delle trattative di nozze con Elisabetta I d'Inghilterra, cambiò le carte in tavola. Visto che questo legame politico era di estrema importanza per re Carlo, che voleva creare una vasta alleanza da contrapporre all'egemonia spagnola, la regina madre propose Francesco come nuovo pretendente.
Secondo l'ambasciatore inglese, il duca d'Alençon «non era così ostinato, papista e restio come un mulo quanto suo fratello» in fatto di religione. Molti contemporanei ritennero che Francesco fosse divenuto ancor più elastico in materia, per la relazione che avrebbe stretto con l'ammiraglio di Coligny, leader dell'esercito protestante, dopo il suo ritorno a corte nell'ottobre 1571.

### Il capo dei Malcontent (1572-1574)

#### Un nuovo movimento politico

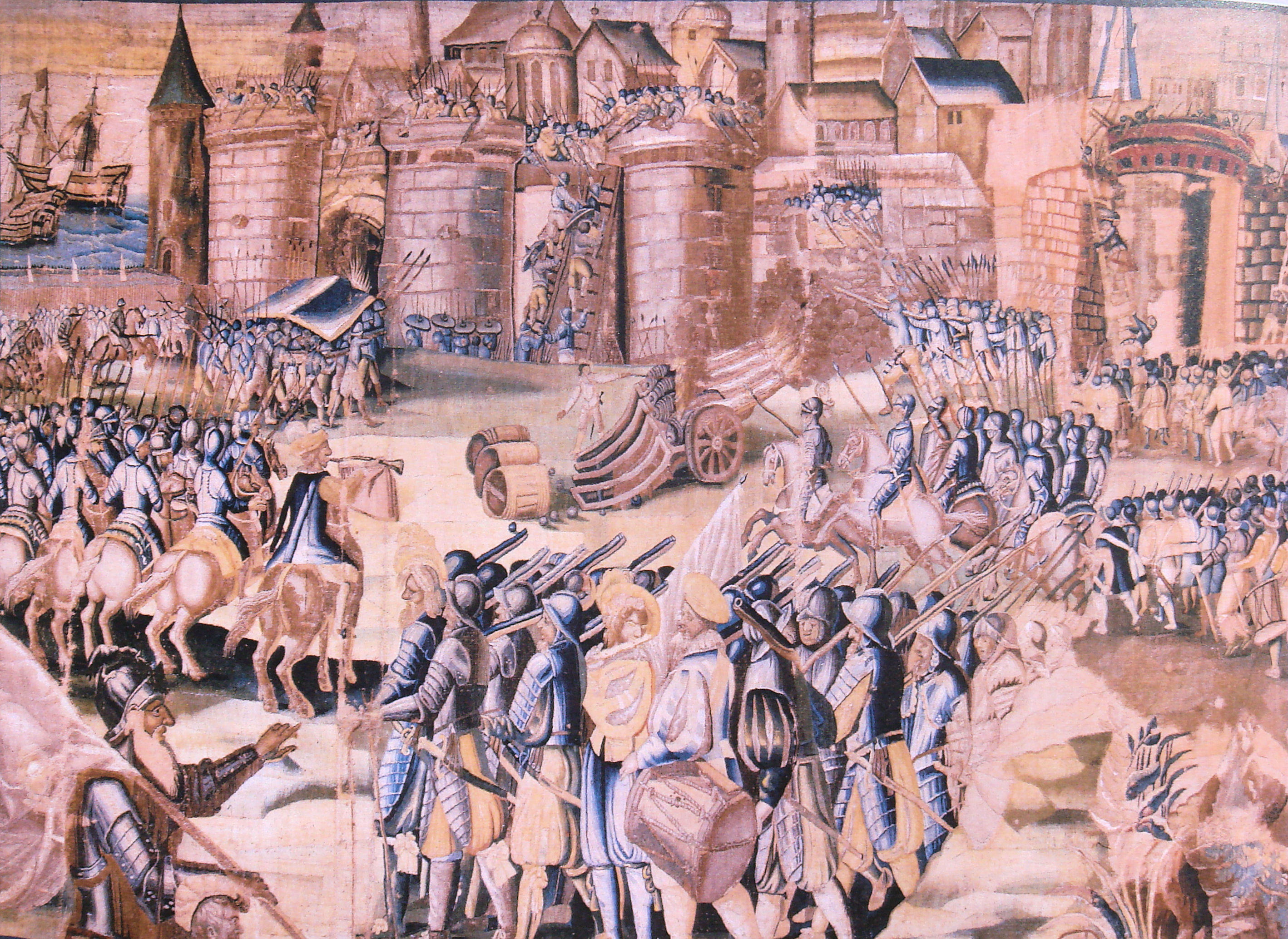
L'assedio di La Rochelle (1573), durante il quale Francesco ebbe numerosi scontri con il fratello Enrico d'Angiò.

Estromesso dalle decisioni politiche a causa della scarsa considerazione nel quale era tenuto dalla madre e dai fratelli, Francesco risultò del tutto estraneo alla strage della «notte di san Bartolomeo», di poco successiva alle nozze di sua sorella Margherita con il re calvinista Enrico di Navarra, che dovevano celebrare la ritrovata armonia nel regno data dalla pace di Saint-Germain.
Fu incaricato da Carlo IX di seguire il duca d'Angiò assieme ad altri esponenti dell'alta aristocrazia per porre d'assedio La Rochelle. Assieme ai nobili cattolici vi erano anche il re di Navarra e il principe Enrico di Condé, i due cugini Borbone, costretti a convertirsi dopo la strage e da quel momento prigionieri a corte. L'assedio dimostrò solo la crescente diversità di vedute tra Francesco e suo fratello Enrico, con violente litigate. Francesco fu escluso da ogni decisione strategica e ostracizzato in ogni iniziativa anche da re Carlo.
La sua estraneità al massacro di Parigi, denunciata dallo stesso Francesco come un tradimento, la sua tolleranza per il calvinismo e la sua distanza dai fratelli maggiori, resero Francesco una figura politica di riferimento per una "terza via" che raccolse tutti coloro che non si ritrovavano più nelle scelte politiche della monarchia. Sarebbero stati denominati «Malcontent», (Malcontenti): un gruppo multiforme formato da cattolici moderati, scontenti del crescente assolutismo monarchico, e da calvinisti che cercavano un mediatore per la loro causa.

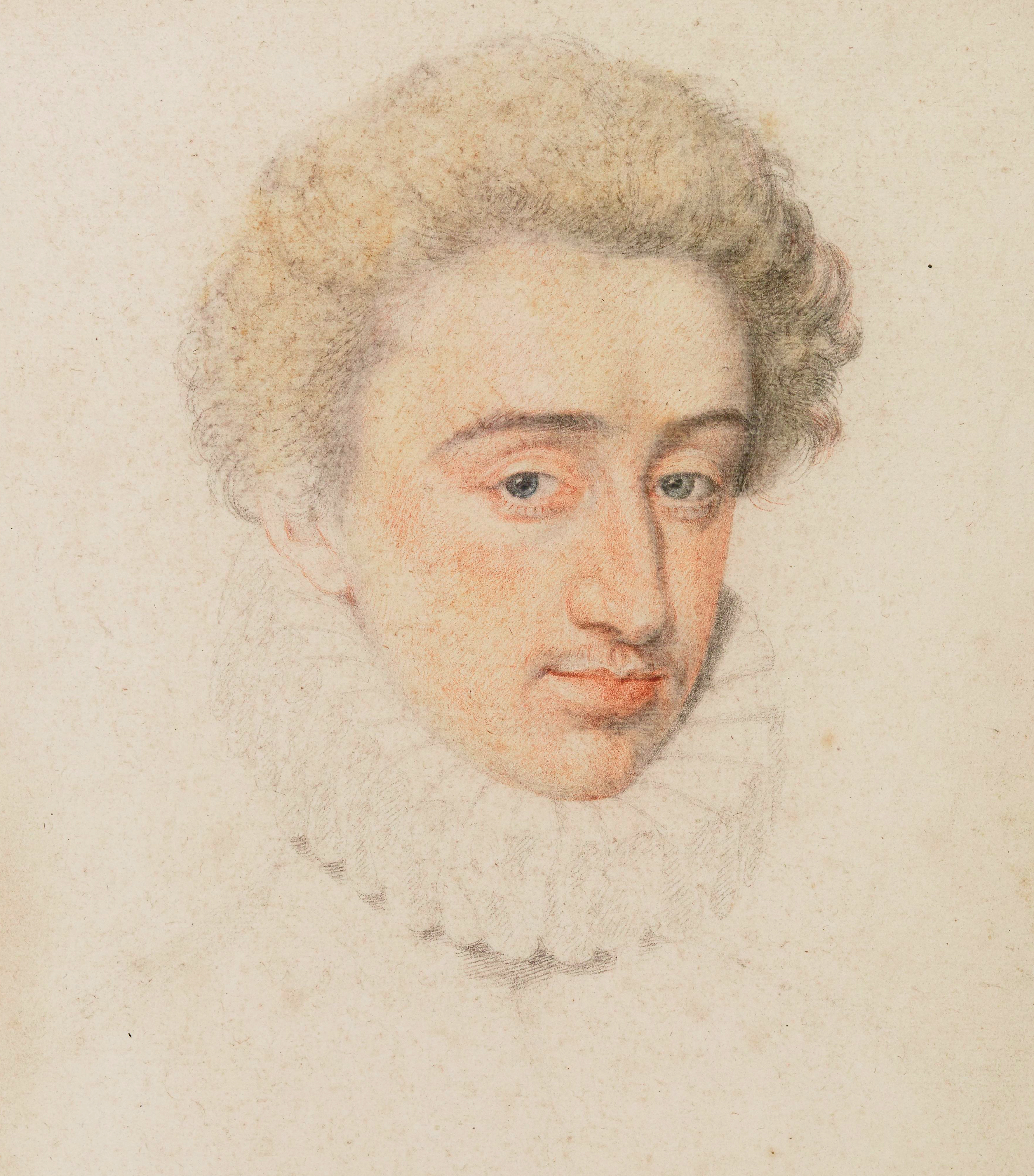
Re Enrico di Navarra. Scaltro cognato di Francesco, fu tra i promotori delle congiure dei Malcontent negli ultimi anni di regno di Carlo IX.

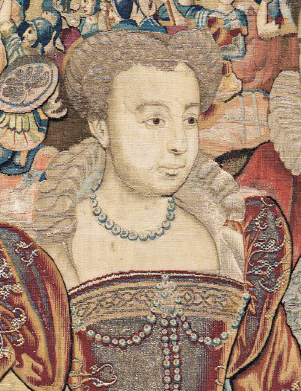
Margherita di Navarra, ambiziosa sorella maggiore di Francesco, famosa per le abilità diplomatiche e gli scandali sessuali in cui fu coinvolta.

I principali sostenitori di questo nuovo partito furono i Montmorency, da sempre molto legati al duca d'Alençon e preoccupati per la nuova ascesa politica dei Guisa a corte: i più moderati erano François ed Enrico, mentre i più "arditi" erano gli esponenti più giovani della famiglia: Charles di Merù, Guillame di Thoré e loro cugino, il visconte di Turenne. Ad appoggiare questa terza via, c'erano anche Enrico di Navarra e il principe di Condé, desiderosi di fuggire dalla corte dei Valois.
Durante l'assedio a La Rochelle, i Malcontent idearono numerosi e confusi piani che si rivelarono un nulla di fatto. L'azione militare si concluse quando a maggio 1573, Enrico d'Angiò ricevette la notizia di essere stato eletto re di Polonia. Fu incaricato Francesco di gestire le trattative di pace per la monarchia che si conclusero nell'editto di Boulogne, estremamente limitante nelle concessioni ai riformati. L'azione venne mal digerita dai calvinisti, ma molto apprezzata da sua madre e i suoi fratelli.
Nel dicembre 1573, la partenza di Enrico d'Angiò per la Polonia provocò una crisi all'interno del partito cattolico, di cui era uno dei leader assieme ai Guisa. I Malcontent pensarono di far fuggire da corte il duca d'Alençon e il re di Navarra, per permettere loro di raggiungere i ribelli fiamminghi, a cui Francesco aveva in precedenza espresso estrema vicinanza politica, ma l'impresa fallì per intervento della regina Margherita, che aveva precedentemente fatto giuramento al duca d'Angiò di proteggere i suoi interessi politici in sua assenza.
Per ribilanciare l'equilibrio politico, François de Montmorency perorò la causa di Francesco, chiedendo al che venisse investito della carica di luogotenente generale del regno, precedentemente appartenuta al duca d'Angiò. Carlo accettò, ma quando il duca di Guisa fece scoppiare uno scandalo accusando il Montmorency di aver incaricato un servitore di ucciderlo, François fu costretto a ritirarsi nelle sue terre. La carica fu infine affidata a Carlo III di Lorena su richiesta di Caterina de' Medici.

#### Alleanza con la regina di Navarra
I complotti non si arrestarono. Venne progettato un colpo di Stato che servisse a far nominare erede al trono Francesco, a discapito del duca d'Angiò, ed escludesse definitivamente dal potere la regina madre e i tutti i cortigiani stranieri.
Stavolta, al fianco di Francesco, vi fu anche la sorella maggiore: stando alle sue Memorie, Margherita fu persuasa dall'umiltà e la reverenza con cui il fratello le chiese protezione. Più probabilmente agì per ambizione personale: con il duca d'Alençon al potere avrebbe potuto svolgere un ruolo cardine nella mediazione tra i cattolici, legati al duca d'Alençon e i calvinisti legati al marito.
Da quel momento la loro sarebbe risultata essere una solida alleanza rafforzata da una naturale tenerezza fraterna: il loro patto di reciproco sostegno e soccorso non si sarebbe mai infranto, durando per tutta la vita. Francesco avrebbe trovato nella sorella un'alleata sicura, capace di sostenerlo, aiutarlo, consigliarlo e proteggerlo e verso cui avrebbe sempre dimostrato devozione. Sicuramente Margherita ebbe sempre una notevole influenza politica sul fratello minore.
Rafforzato dalla sofferta esclusione di entrambi dalle attenzioni materne, questo legame sarebbe risultato foriero di numerose preoccupazioni per la madre e il fratello Enrico e di vari problemi per il regno. Il loro rapporto avrebbe scatenato numerosi pettegolezzi, basati su una feroce campagna diffamatoria contro i Valois, finendo per essere etichettato con sprezzo come incestuoso.

#### Cospirazioni di corte
Tra il 27 e il 28 febbraio a corte scoppiò il panico quando giunse la notizia che un esercito stava marciando verso il castello di Saint-Germain-en-Laye. A guidarlo era Chaumont-Guitry, uomo alle dipendenze del re di Navarra. Purtroppo giunse in anticipo, poiché la data prefissata per la fuga era il 10 marzo. A quel punto, vista la situazione senza scampo, Margherita avrebbe spronato il suo amante Joseph Boniface de La Môle, favorito del duca d'Alençon, a denunciare il complotto al re e alla regina madre.
Chiamato dal fratello per un chiarimento, Francesco confessò di aver voluto fuggire nelle Fiandre perché a corte non era tenuto nella considerazione che gli era dovuta per nascita. Minacciato di morte dalla madre, Francesco colto dal panico, chiese perdono piangendo in ginocchio. Anche Enrico di Navarra confessò di aver voluto fuggire per non sottostare alle ingiurie dei Guisa, da cui era tormentato dalla notte di san Bartolomeo. Anche lui fu perdonato per intercessione della moglie.

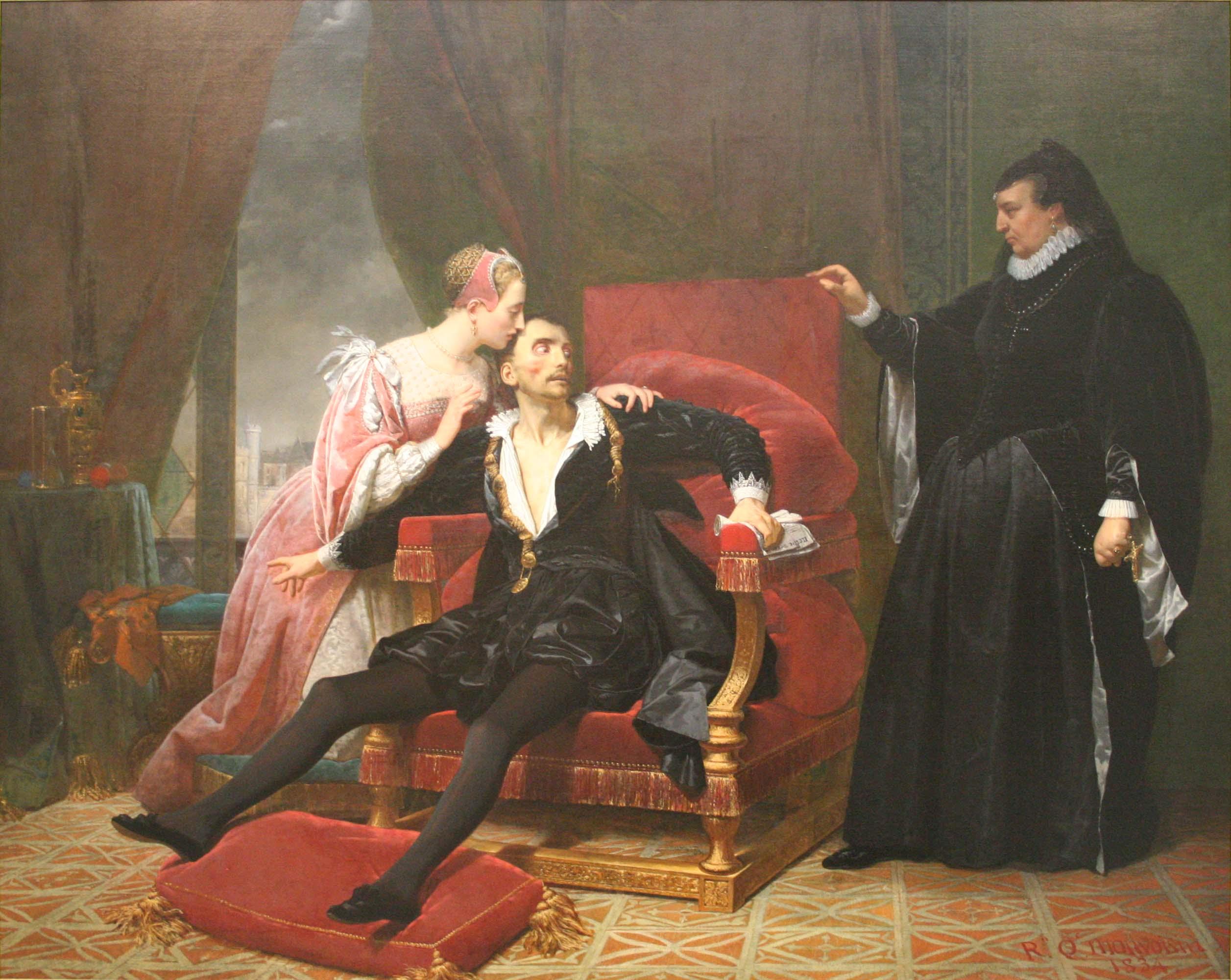
L'agonia di Carlo IX. Circondato dalla moglie Elisabetta d'Austria e dalla madre Caterina de' Medici. Dipinto di Raymond Monvoisin (1834).

Quella congiura, passata alla Storia come la «congiura del martedì grasso» o il «terrore di Saint-Germain», costrinse la corte ad una fuga precipitosa verso Parigi. Francesco e il re di Navarra viaggiarono sorvegliati di persona dalla regina madre. La famiglia reale cercò di ricucire i rapporti con i Montmorency, richiamando a corte il maresciallo François. Nonostante fossero di fatto prigionieri a corte, nel castello di Vincennes, Francesco e Enrico di Navarra organizzarono una nuova congiura per fuggire da attuare l'11 aprile.
Informata per tempo da una spia, Caterina stroncò con forza la «cospirazione di Vincennes», facendo incarcerare una cinquantina di persone, tra cui La Môle, il suo compare Annibal de Coconas, François di Montmorency, il maresciallo di Cossé e l'astrologo Cosimo Ruggieri. Su ordine del re e della regina madre, Francesco e Enrico furono costretti a firmare una dichiarazione con cui si dissociavano dai nuovi disordini, nonostante il cancelliere Birago avesse ipotizzato di farli giustiziare per alto tradimento. I due cospiratori si difesero davanti al Parlamento, mentre La Môle e Coconas furono decapitati per lesa maestà, dopo essere stati a lungo torturati e interrogati.
Durante il maggio 1574, mentre Carlo IX deperiva progressivamente, distrutto dalla tisi, Margherita cercò di far fuggire il marito e il fratello nascondendoli nella propria carrozza, ma non riuscì a metterli d'accordo su quale dei due far fuggire per primo. A fine mese, il re spirò, facendo riconoscere al duca d'Alençon e al re di Navarra la successione del duca d'Angiò e la reggenza temporanea affidata alla madre. La morte di Carlo IX, rese Francesco l'erede al trono, ottenendo il semplice e onorifico titolo di «Monsieur».

### L'erede al trono ribelle (1574-1576)

#### Dissidi famigliari

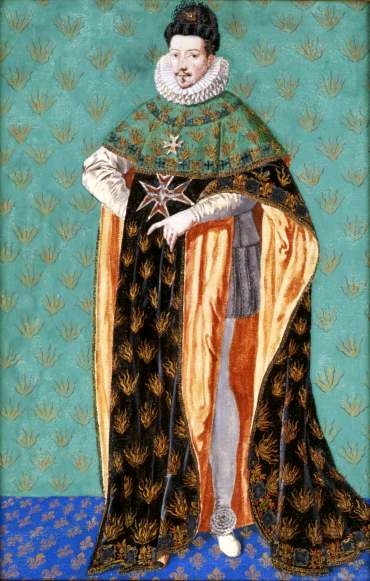
Elegante e intelligente, re Enrico III fu il principale avversario politico di Francesco e dei sovrani di Navarra.

In attesa del ritorno del fratello dalla Polonia, Francesco e il re di Navarra provarono ancora a scappare da corte, ma ogni tentativo risultò vano e alla fine, a Lione, si sottomisero alla volontà di Enrico III. Fidandosi poco di entrambi, il sovrano continuò a tenerli sotto sorveglianza. Per reprimere l'opposizione presente a corte, il re prese di mira Francesco e i sovrani di Navarra, lasciando liberi i suoi favoriti, i mignons, di tormentarli.
Nel frattempo infatti i Malcontent del Midi si erano ribellati alla Corona, sotto la guida di Enrico I di Montmorency-Damville. Due cospiratori mandati da Damville per convincere Francesco a fuggire furono arrestati, uno subito giustiziato e l'altro torturato.
Iniziarono le recriminazioni tra Alençon e Navarra per la guida politica dei Malcontent: il titolo di erede al trono aveva reso Francesco la personalità più importante a corte dopo il re. Ciò non fece che richiamare a sé un gran numero di partigiani, tanto da poter rivaleggiare con il fratello. Alcuni di loro erano un tempo fedeli a Enrico III, fra cui Louis de Clermont d'Amboise, detto «Bussy d'Amboise», divenuto amante di Margherita di Valois. Secondo l'ambasciatore toscano, il duca d'Alençon si «lascia[va] governare» dal suo favorito.
La situazione si acuì a causa della gelosia di entrambi per Charlotte de Sauve, amante di tutti e due, che aizzata dal favorito del re Louis de Béranger du Guast, mise i due principi l'uno contro l'altro. La tensione tra loro arrivò a tali estremi che l'ambasciatore inglese scrisse che sarebbero pronti «a tagliarsi la gola l'un l'altro». Francesco avrebbe addirittura rinfacciato al re di Navarra le profezie che prevedevano l'ascesa del Borbone al trono di Francia, a suo discapito. La regina madre cercò invano di appianare gli screzi tra i figli.
Gli screzi tra i due principi, indebolirono la cospirazione che era stata nel frattempo creata dai Malcontent all'estero. Da mesi un esercito protestante, segretamente sovvenzionato da Elisabetta d'Inghilterra, si era accalcato sul confine franco-tedesco, aspettando il momento propizio per invadere la Francia. Guidate dal principe di Condé e dall'elettore palatino, le truppe sarebbero servite per obbligare Enrico III a concedere la libertà di culto ai riformati, sbarazzarsi dei Guisa e, guidate dal duca d'Alençon, a cacciare gli spagnoli dalle Fiandre.
L'inimicizia tra Francesco ed Enrico III coinvolse i rispettivi favoriti, che iniziarono a confrontarsi in numerose risse. Nel giugno 1575 Bussy fu costretto a ritirarsi da corte dopo una serie di affronti ai mignons che avevano portato ad ordire un attentato contro di lui. Compreso di essere stati raggirati da Enrico III e dalla regina madre, che avevano promesso ad entrambi, in maniera alternata, la carica di luogotenente generale del regno, Francesco e il re di Navarra avrebbero deciso di accantonare le loro divergenze per fuggire da corte. Alcuni storici hanno comunque messo in dubbio questa versione dei fatti, ritenendo il legame fra i due fin troppo lacerato.

#### La fuga del duca d'Alençon

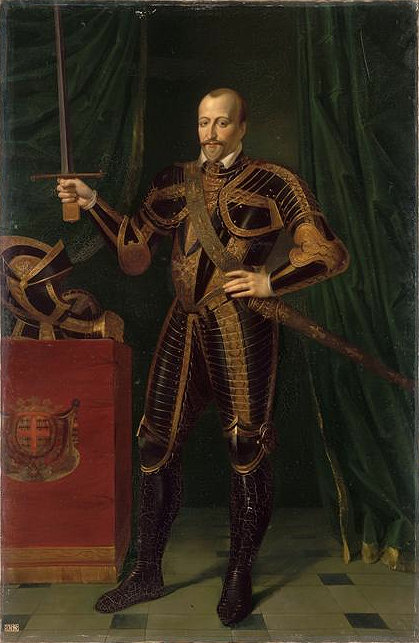
Enrico di Montmorency-Damville, governatore di Linguadoca. Guidò la ribellione dei Malcontent.

Il 15 settembre 1575, dopo una serie di prove, il duca d'Alençon riuscì a fuggire da Parigi, nascondendosi in una carrozza della duchessa di Nevers. Lontano da Parigi, fu accolto da un gran numero di gentiluomini avversi alla politica della Corona, e cavalcò con loro fino a Dreux, appartenente al suo appannaggio. Da qui, scrisse una lettera alla madre, per assicurarla della sua lealtà verso il re suo fratello.
La fuga scatenò l'ira di Enrico III, impaurito che Francesco potesse unirsi all'armata protestante in Germania. Ordinò ai nobili di riconsegnargli il fratello, ma all'appello risposero solo Du Guast, il duca di Nevers e il seigneur di Matignon. La maggior parte di loro rifiutò, considerando la faccenda uno screzio famigliare e comunque un terreno insidioso, incerti con chi schierarsi per poterne ricavare di più.
Da Dreux, il duca d'Alençon scrisse un manifesto che riprendeva i termini esposti da Damville al re: la rimozione degli stranieri dal governo (si era sviluppata in quegli anni un'ondata di razzismo contro gli italiani), la pacificazione religiosa e la riunione degli Stati generali. La madre lo raggiunse a Chambord per evitare che si unisse alle truppe tedesche, legittimando i loro intenti contro la monarchia francese. Come atto distensivo, Enrico III fu costretto a liberare il maresciallo di Montmorency e Cossé, ma ciò non impedì a Thoré di iniziare l'invasione della Francia settentrionale con i raitri, che furono fermati a Dormans da Enrico di Guisa.
Una tregua firmata a Champigny da Caterina, concedeva a Francesco le città di Angoulême, Niort, Saumur, Bourges e La Charité; veniva concessa libertà di culto ai protestanti e veniva concordato il pagamento di 50.000 livres ai mercenari tedeschi. A corte la regina madre fu aspramente criticata e contestata per aver concesso così tanto ai ribelli. Il 9 gennaio 1576, i raitri guidati dal principe di Condé e da Giovanni Casimiro entrarono in territorio francese scatenando la guerra civile.
Poco dopo, Francesco stracciò l'accordo accusando il cancelliere Birago di aver tentato di avvelenarlo. Riparò a Villefranche dove fu raggiunto dal visconte di Turenne, con 3.000 archibugieri e 400 cavalli.

#### La «pace di Monsieur»

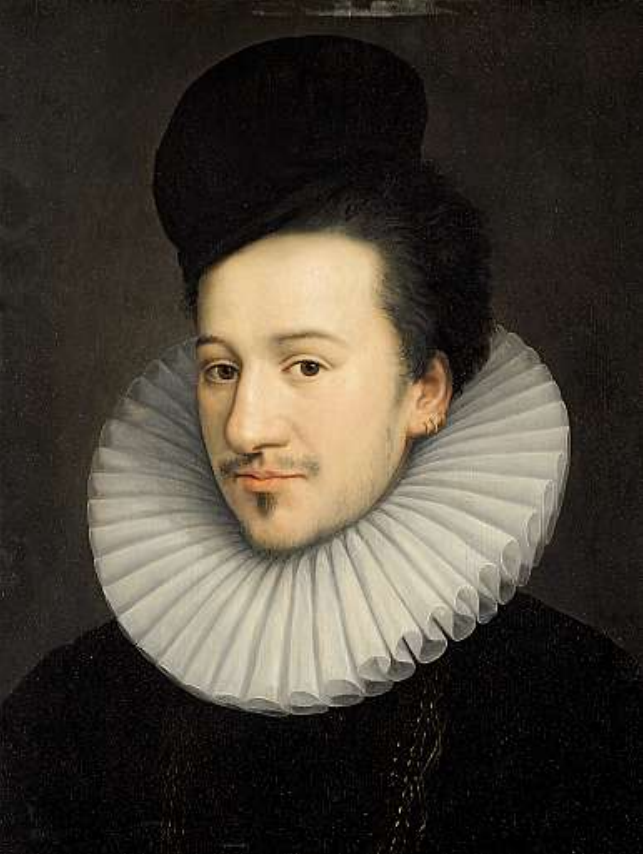
Francesco «duca d'Angiò», ritratto da Jean Decourt (1576).

Il 5 febbraio, il re di Navarra fuggì da corte e si convertì nuovamente al calvinismo, sconvolgendo i piani della Corona. Esasperato, Enrico III irrigidì la prigionia della sorella Margherita, già relegata nei suoi appartamenti dalla fuga di Francesco. Quando il duca fece sapere che non avrebbe trattato con la Corona finché la sorella non fosse stata liberata, il re fu costretto a rilasciarla.
A inizio maggio, accompagnato dalla sua vasta clientela di signori cattolici e calvinisti, Francesco si ritrovò a Sens con la madre e la sorella per discutere le trattative tra i ribelli e la Corona. Il 6 maggio fu conclusa la pace di Beaulieu, definita la «pace di Monsieur», per gli enormi vantaggi che Francesco ne ricavò: ottenne i ricavi dei della Turenna, del Berry e fu investito del prestigioso titolo di duca d'Angiò. I calvinsti ricevettero una libertà di culto senza precedenti e al diritto di organizzarsi in chiese indipendenti. Il re di Navarra ottenne il governatorato della Guienna.
Enrico III firmò la pace con le lacrime agli occhi. Stando alle dichiarazioni che resero in seguito, il re e la regina madre avrebbero ceduto a Monsieur solo per comprare la sua fedeltà e non per appoggiare i calvinisti, tanto da comportarsi in maniera lassista nei confronti dell'applicazione di questo trattato. Il re subì anche l'affronto di vedere le regioni settentrionali devastate dai raitri dell'elettore palatino, che non sarebbero tornati in Germania fino al pagamento della somma da loro richiesta.
La pace fu accolta con estremo malumore dalla popolazione francese a maggioranza cattolica: a Parigi la popolazione impedì al sovrano di far cantare a Notre-Dame il Te Deum di ringraziamento. In risposta al dilagare dell'«eresia» calvinista, e in previsione delle elezioni per gli Stati generali organizzati per il dicembre 1576 a Blois, in molte città si formarono delle leghe cittadine cattoliche che si opposero ai termini della pace. Collegate tutte fra loro, erano pronte ad utilizzare anche le armi per vedere approvate le loro richieste.

### Il potente fratello del re (1576-1580)

#### Sostenitore della politica monarchica

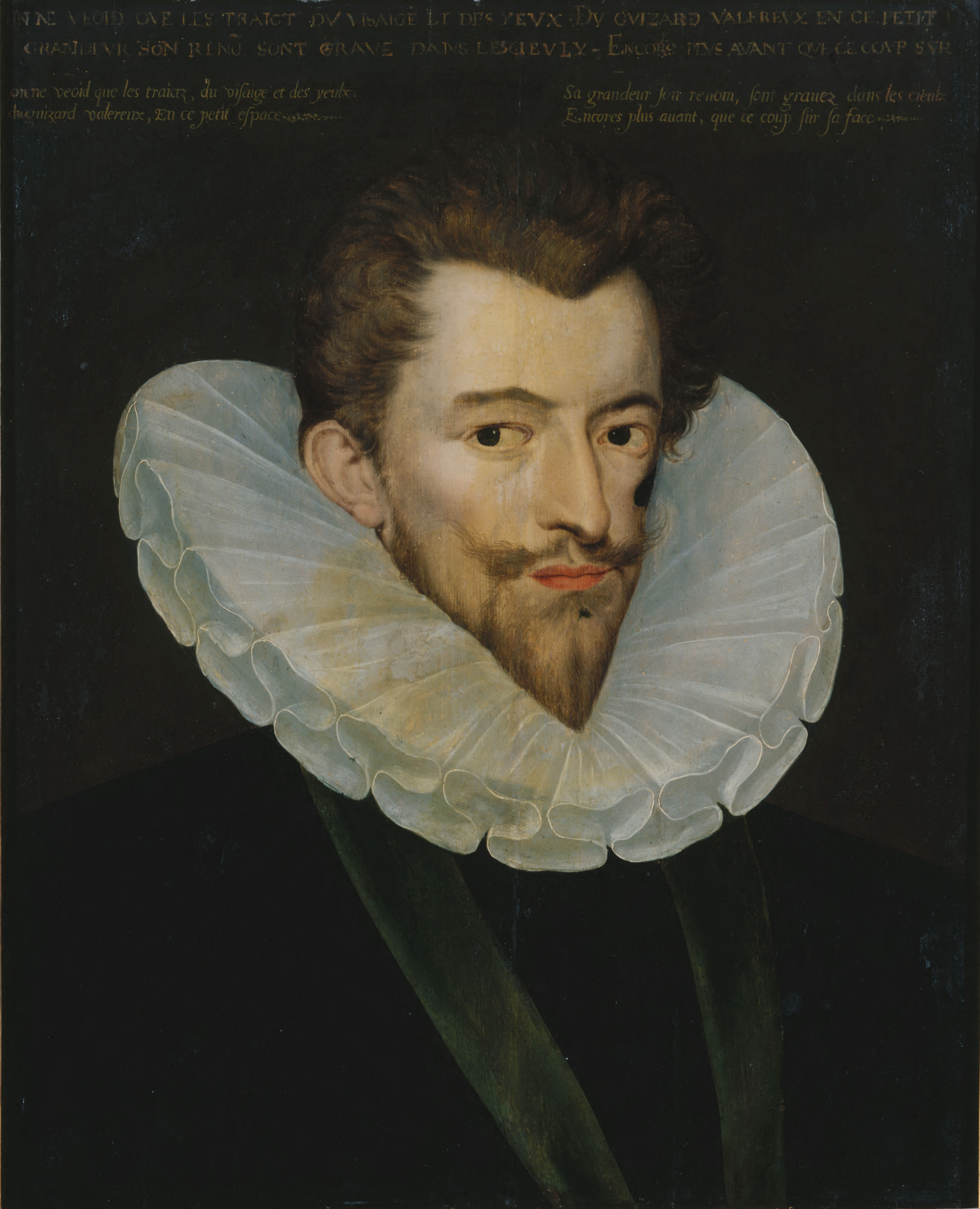
Enrico di Guisa, «lo Sfregiato», esponente di spicco del partito cattolico e futuro capo della Lega cattolica.

Le nomine ottenute resero Francesco così potente a corte da poter rivaleggiare con il re stesso, ma ciò non impedì ai cattolici dei suoi nuovi ducati di manifestare apertamente il loro dissenso verso l'applicazione del nuovo editto di pace. Anche alcuni governatori da lui scelti per amministrare i suoi territori si fecero ben presto detestare, come Bussy d'Amboise in Angiò, per le sue eccentricità e l'aumento della tassazione, o il riformato Jacques de Morogues, preso in odio dai cattolici di La Charité.
Lasciatosi comprare dal nuovo prestigio acquisito, Francesco sostenne la politica della Corona, come sperato da Enrico III e Caterina: i fratelli si riconciliarono a Ollainville nel novembre 1576. Il duca scrisse al re di Navarra e al principe di Condé di supportare la pace, nonostante le crescenti tensioni politico-religiose, non escludendo però di potersi schierare nuovamente al fianco dei riformati in futuro.
Anche l'elezione dei rappresentanti degli Stati generali di Blois suscitò malumori, poiché i cattolici impedirono a molti riformati di votare: così i capi protestanti boicottarono questa riunione, ritenendola illegittima. Gli eletti furono così in gran parte sostenitori della neonata Lega cattolica, che i riformati accusarono essere uno strumento dei Guisa per compiere un colpo di Stato. Davanti a questa minaccia, Enrico III promise a Francesco il suo appoggio per i suoi progetti nelle Fiandre ribelli, i cui rappresentanti avevano offerto la Corona al duca d'Angiò.
Durante gli Stati generali, il re promosse l'unità religiosa nazionale, rinnegando di fatto la «pace di Monsieur»: scoppiò così la sesta guerra di religione. Anche se Damville si era venduto alla Corona ottenendo in cambio il marchesato di Saluzzo, i riformati guadagnarono terreno in Provenza e nel Delfinato. Gravato dalla crisi finanziaria, Enrico III riuscì a racimolare del denaro per pagare le truppe solo per un mese, anche grazie a Francesco che aiutò il re a persuadere i rappresentanti degli Stati generali.

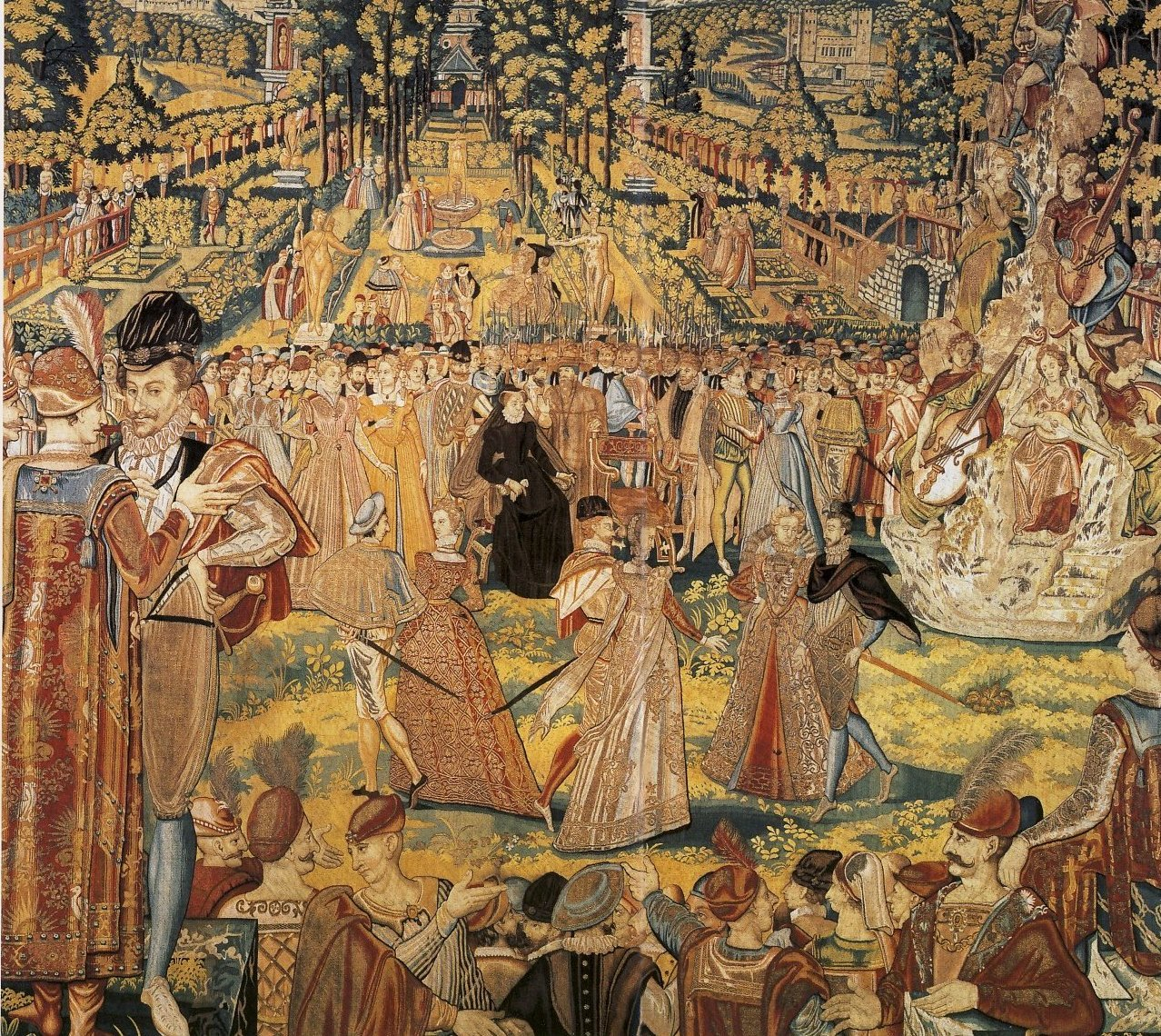
Arazzi dei Valois, raffigurante una delle numerose feste organizzate a corte. Caterina de' Medici è al centro della rappresentazione, vestita usualmente di nero.

A Francesco fu affidato il comando dell'esercito reale, ma in realtà guidato dal duca di Nevers. Il voltafaccia del duca d'Angiò fu biasimato all'unanimità dai protestanti e dagli storici a loro legati, tra cui Agrippa d'Aubigné, che tramandarono un'immagine distorta degli eventi in forma anticattolica e anti-Valois. Vi è prova che il duca acconsentì «non senza difficoltà» a rinnovare la guerra contro i suoi vecchi alleati. Non colse tuttavia l'occasione per porsi alla testa dei «Politiques», un movimento che auspicava una soluzione pacifica alle guerre civili.
A fine aprile l'esercito regio assediò La Charité. Nonostante la poca esperienza bellica, Francesco partecipò attivamente alle azioni militari, tanto da venir rimproverato da Enrico III: non voleva che il suo erede e «altri gentiluomini si esponessero ad ogni sorta di pericolo come comuni soldati». La città si arrese il 2 maggio, venendo saccheggiata dalle truppe da tempo non pagate. Il duca fu invitato dal re a Plessis-lez-Tours, dove fu organizzò per lui una grandiosa e dispendiosissima festa in cui venne celebrato come un conquistatore.
L'esercito regio assediò poi Issoire, nonostante quattro tentativi di mediazione ricercati dal re. Quando fu presa, Francesco lasciò i soldati liberi di saccheggiare e commettere ogni genere di barbarie. Numerosi storici, seguendo l'ottica di molti contemporanei anti-Valois come Jacques-Auguste de Thou, finirono per biasimare aspramente la condotta del duca d'Angiò. Geloso dei continui successi bellici del fratello, Enrico III lo richiamò a corte, lasciando il comando dell'esercito in mano al duca di Nevers.
Il guerra si concluse con la «pace del Re», firmata il 25 settembre 1577, che restringeva le precedenti libertà concesse ai calvinisti, ma anche lo scioglimento di ogni assembramento armato, proibendo leghe, associazioni e confraternite di qualsiasi culto.

#### Nuove ambizioni

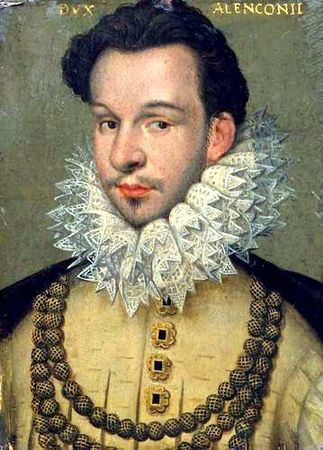
Francesco duca d'Angiò. Miniatura di Nicholas Hilliard (1577).

La concordia tra i fratelli Valois si concluse con la fine della guerra. Tornato a corte, Francesco fu nuovamente bersaglio delle sfrontatezze dei mignons, venendo pubblicamente deriso da loro «per la sua bruttezza e la sua bassa statura». Sdegnato, pensò di andare a caccia, come consigliatogli dalla madre, ma Enrico III vide nel suo allontanamento il rischio di una nuova ribellione. In piena notte, il re perquisì gli appartamenti del fratello e gli strappò addirittura di mano una lettera, per poi scoprire che era un biglietto d'amore di Charlotte de Sauve.
Nonostante il Consiglio del re avesse spinto Enrico III a fare ammenda, Francesco decise di lasciare la corte. Aiutato dalla sorella, fuggì ad Angers con alcuni seguaci, calandosi con la fune da una finestra dell'appartamento della regina di Navarra. Rassicurò la madre, che gli corse dietro «per paura [...] che facesse ancora il matto», e il Parlamento di Parigi di non voler far scoppiare una nuova guerra. Scrisse pure al Navarra, al Damville e al Condé di non fomentare alcuna rivolta e di sottostare ai termini di pace firmati l'anno prima.
Il suo obiettivo era ottenere un trono nelle Fiandre: questione per cui la sorella Margherita si era recata a Spa in missione segreta l'estate precedente e per la quale aveva ricevuto vari agenti segreti fiamminghi, in cerca di un suo supporto.

#### Trattative matrimoniali e vita privata

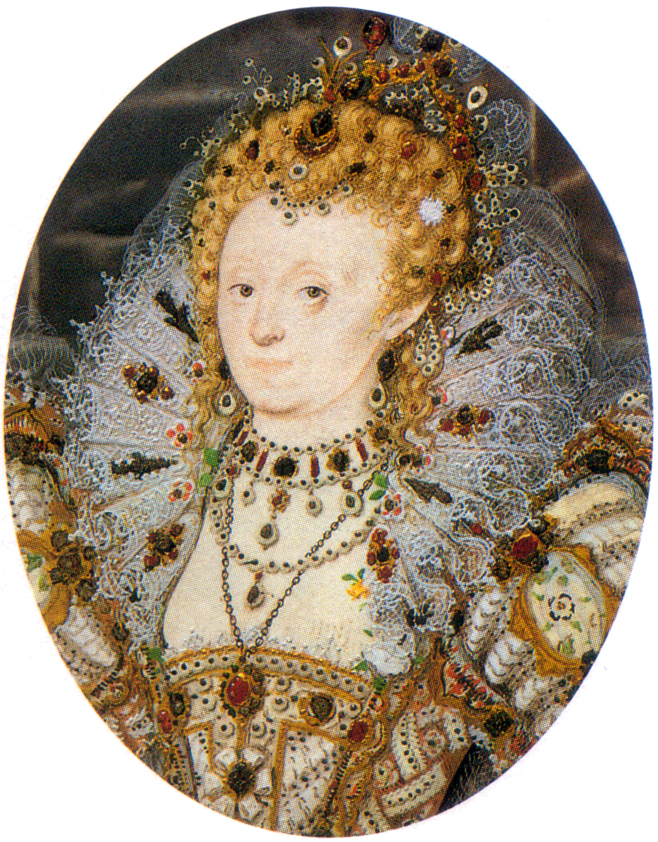
Elisabetta I d'Inghilterra

Caterina aveva progettato di offrire a Elisabetta I d'Inghilterra la mano di Francesco. La corte inglese era a conoscenza della civetteria e della ambiguità della loro sovrana ma Caterina e Francesco invece si illusero di aver fatto colpo. In effetti Elisabetta inviava al suo corteggiatore doni e lettere affettuose. Inoltre lo chiamava "il mio ranocchio".
Secondo i contemporanei, il duca d'Angiò visse una vita dissoluta. Dall'età di quindici anni, si sparsero a corte varie voci sulle sue avventure galanti, tanto che il suo governante St-Sulpice avrebbe cercato di acquietare le ire della regina madre, molto attenta al rigore morale. Secondo Brantôme, il duca si divertiva a portare alcune dame nei propri appartamenti e mostrare loro una coppa con decorazioni con copule ispirate all'Aretino e pretendeva che le sue amanti lo accogliessero in lenzuola nere, per mettere in risalto il candore della loro pelle.
Secondo lo storiografo Scipion Dupleix, il duca d'Angiò si sarebbe invaghito, non corrisposto, della cognata, la regina Luisa. Nel gennaio 1579 ad esempio le avrebbe fatto dono di una collana d'oro e pietre preziose, dal valore complessivo di 15.000 livres. Forse l'interesse verso Luisa doveva essere un attacco al re suo fratello.
Varie testimonianze coeve riportano la bisessualità del duca d'Angiò. Il 19 giugno 1576, l'ambasciatore spagnolo Diego de Zúñiga y Benavides scrisse a Filippo II che il duca possedeva «un vizio abominevole». Più esplicito fu l'ambasciatore toscano Giulio Busini, che nell'ottobre 1583 riferì che Monsieur fosse «innamorato» del suo favorito d'Avrilly, figlio d'un sergente e divenuto suo primo maître d'hôtel, «con tale dimostrazione d'affetto che è cosa bruttissima». Alcuni sospettarono che potesse aver avuto un'infatuazione o forse una tresca per il suo primo favorito Joseph Boniface de La Môle.

### Ultimi anni (1583-1584)

#### Morte del duca d'Angiò
Francesco di Valois morì a Château-Thierry il 10 giugno 1584, a ventinove anni; venne sepolto nella Basilica di Saint-Denis.

## Ascendenza
|                                   |                |                                    | Genitori                         |  |  | Nonni |  |  | Bisnonni                  |  |  | Trisnonni                    |  |
|                                   |                |                                    |                                  |  |  |       |  |  | Carlo di Valois-Angoulême |  |  | Giovanni di Valois-Angoulême |  |
|                                   |                |                                    |                                  |  |  |       |  |  | Carlo di Valois-Angoulême |  |  | Giovanni di Valois-Angoulême |  |
|                                   |                | Margherita di Rohan                |                                  |  |  |       |  |  | Carlo di Valois-Angoulême |  |  |                              |  |
| Francesco I di Francia            |                |                                    |                                  |  |  |       |  |  | Carlo di Valois-Angoulême |  |  |                              |  |
|                                   |                | Luisa di Savoia                    | Filippo II di Savoia             |  |  |       |  |  |                           |  |  |                              |  |
|                                   |                | Luisa di Savoia                    | Filippo II di Savoia             |  |  |       |  |  |                           |  |  |                              |  |
|                                   |                | Luisa di Savoia                    | Margherita di Borbone-Clermont   |  |  |       |  |  |                           |  |  |                              |  |
| Enrico II di Francia              |                | Luisa di Savoia                    |                                  |  |  |       |  |  |                           |  |  |                              |  |
|                                   |                | Luigi XII di Francia               | Carlo di Valois-Orléans          |  |  |       |  |  |                           |  |  |                              |  |
|                                   |                | Luigi XII di Francia               | Carlo di Valois-Orléans          |  |  |       |  |  |                           |  |  |                              |  |
|                                   |                | Luigi XII di Francia               | Maria di Clèves                  |  |  |       |  |  |                           |  |  |                              |  |
| Claudia di Francia                |                | Luigi XII di Francia               |                                  |  |  |       |  |  |                           |  |  |                              |  |
|                                   |                | Anna di Bretagna                   | Francesco II di Bretagna         |  |  |       |  |  |                           |  |  |                              |  |
|                                   |                | Anna di Bretagna                   | Francesco II di Bretagna         |  |  |       |  |  |                           |  |  |                              |  |
|                                   |                | Anna di Bretagna                   | Margherita di Foix               |  |  |       |  |  |                           |  |  |                              |  |
| Francesco Ercole di Valois        |                | Anna di Bretagna                   |                                  |  |  |       |  |  |                           |  |  |                              |  |
|                                   | Piero il Fatuo | Lorenzo de' Medici                 |                                  |  |  |       |  |  |                           |  |  |                              |  |
|                                   | Piero il Fatuo | Lorenzo de' Medici                 |                                  |  |  |       |  |  |                           |  |  |                              |  |
|                                   | Piero il Fatuo | Clarice Orsini                     |                                  |  |  |       |  |  |                           |  |  |                              |  |
| Lorenzo de' Medici duca di Urbino | Piero il Fatuo |                                    |                                  |  |  |       |  |  |                           |  |  |                              |  |
|                                   |                | Alfonsina Orsini                   | Roberto Orsini                   |  |  |       |  |  |                           |  |  |                              |  |
|                                   |                | Alfonsina Orsini                   | Roberto Orsini                   |  |  |       |  |  |                           |  |  |                              |  |
|                                   |                | Alfonsina Orsini                   | Caterina Sanseverino             |  |  |       |  |  |                           |  |  |                              |  |
| Caterina de' Medici               |                | Alfonsina Orsini                   |                                  |  |  |       |  |  |                           |  |  |                              |  |
|                                   |                | Giovanni III de La Tour d'Auvergne | Bertrando VI de La Tour          |  |  |       |  |  |                           |  |  |                              |  |
|                                   |                | Giovanni III de La Tour d'Auvergne | Bertrando VI de La Tour          |  |  |       |  |  |                           |  |  |                              |  |
|                                   |                | Giovanni III de La Tour d'Auvergne | Luisa de la Trémoille            |  |  |       |  |  |                           |  |  |                              |  |
| Madeleine de La Tour d'Auvergne   |                | Giovanni III de La Tour d'Auvergne |                                  |  |  |       |  |  |                           |  |  |                              |  |
|                                   |                | Giovanna di Borbone                | Giovanni VIII di Borbone-Vendôme |  |  |       |  |  |                           |  |  |                              |  |
|                                   |                | Giovanna di Borbone                | Giovanni VIII di Borbone-Vendôme |  |  |       |  |  |                           |  |  |                              |  |
|                                   |                | Giovanna di Borbone                | Isabelle de Beauvau              |  |  |       |  |  |                           |  |  |                              |  |
|                                   |                | Giovanna di Borbone                |                                  |  |  |       |  |  |                           |  |  |                              |  |

## Francesco nella cultura di massa

### Letteratura
- La regina Margot, di Alexandre Dumas. (1845)
- La dama di Monsoreau, di Alexandre Dumas. (1846)
- I Quarantacinque, di Alexandre Dumas. (1847)
- La giovinezza di Enrico IV di Heinrich Mann. (1935)
- Maturità e destino di Enrico IV di Heinrich Mann. (1938)

### Cinema
- La Regina Margot, film del 1994 con Julien Rassam.
- Henri 4, film del 2009 con Adam Markiewicz

### Teatro
- Margot, opera di Édouard Bourdet, composta nel 1935.
- Caterina de' Medici, opera di Paolo Poli.

### Fonti primarie
- Henri de La Tour d'Auvergne, Mémoires de Henri de La Tour d'Auvergne, vicomte de Turenne, depuis duc de Bouillon, Paris, Guyot Frères, 1901. URL consultato il 3 febbraio 2019.
- Margherita di Valois, Memorie della regina Margherita di Valois, moglie d'Henrico IV il grande, Venezia, Giuseppe Sarzina, 1641. URL consultato il 3 febbraio 2019.

### Fonti secondarie
- (FR) Jean-Pierre Babelon, Henri IV, Fayard, 2017, Paris, ISBN 978-2-213-64402-8. (ed. or. 1982)
- Brantôme, Le dame galanti, Milano, gli Adelphi, 1994, ISBN 88-459-1061-X.
- (FR) Simone Bertière, Les reines de France au temps des Valois. Les années sanglantes, 1996, Paris, ISBN 978-2-253-13874-7.
- (FR) Jacqueline Boucher, Deux épouses et reines à la fin du XVIe siècle: Louise de Lorraine et Marguerite de France, 1998, Saint-Étienne, Presses universitaires de Saint-Étienne, ISBN 978-2-86272-080-7.
- (FR) Jacqueline Boucher, «Autour de François, duc d'Alençon et d'Anjou, un parti d'opposition à Charles IX et Henri III», Henri III et son tempos, Actes du colloque de Tours (1989), Paris, 1992.
- (FR) Pierre Chevallier, Henri III: roi shakespearien, Paris, Fayard, 1985, ISBN 978-2-213-01583-5.
- Ivan Cloulas, Caterina de' Medici, Firenze, Sansoni editore, 1980.
- Benedetta Craveri, Amanti e regine. Il potere delle donne, Milano, Adelphi, 2008, ISBN 978-88-459-2302-9.
- (FR) Francis De Crue, Le Parti des Politiques au lendemain de la Saint-Barthélemy. La Môle et Coconas, Paris, Librairie Plon, Nourrit et Cie, 1892.
- Frédéric Duquenne, L'Entreprise du duc d'Anjou aux Pays-Bas de 1580 à 1584: Les responsabilités d'un échec à partager, Paris, Presses Univ. Septentrion, 1998, ISBN 2-85939-518-0.
- Carolly Erickson, Elisabetta I. La vergine regina, Milano, Mondadori, 2017, ISBN 978-88-04-67799-4.
- Janine Garrisson, Enrico IV e la nascita della Francia moderna, Milano, Mursia, 1987.
- (FR) Janine Garrisson, Marguerite de Valois, Paris, Fayard, 1994, ISBN 978-2-213-59193-3.
- (FR) Janine Garrisson, Les derniers Valois, Paris, Fayard, 2001, ISBN 978-2-213-60839-6.
- (EN) Nancy Goldstone, The Rival Queens, London, Little Brown and Company, 2015, ISBN 978-1-780-22477-0.
- (FR) Arlette Jouanna, Le Devoir de révolte. La noblesse française et la gestation de l'État moderne, 1559-1661, Paris, Fayard, 1989, ISBN 2-213-02275-5.
- (FR) Arlette Jouanna, Jacqueline Boucher, Dominique Biloghi, Guy Le Thiech, Histoire et dictionnaire des guerres de religion, Turin, Robert Laffont, 1998, ISBN 2-221-07425-4.
- (EN) Robert J. Knecht, Catherine de' Medici, London and New York, Longman, 1998, ISBN 0-582-08241-2.
- (EN) Mack P. Holt, The duke of Anjou and the politique struggle during the wars of religion, Cambridge, Cambridge University Press, 2002, ISBN 0-521-89278-3.
- (FR) Nicolas Le Roux, Le faveur du Roi: Mignons et courtisans au temps des derniers Valois (vers 1574 - vers 1589), Seyssel, Epoques Champ Vallond, 2000, ISBN 978-2-87673-311-4.
- (EN) Irene Mahoney, Madame Catherine, New York, Coward, McCann and Geoghegan, inc., 1975, ISBN 0-698-10617-2.
- (EN) Vincent J. Pitts, Henri IV of France. His reign and age, Baltimora, The Johns Hopkins University Press, 2012, ISBN 978-1-4214-0578-0.
- (FR) Jean-Pierre Poussou, Roger Baury, Marie-Catherine Vignal Souleyreau, Monarchies, noblesses et diplomaties européennes, Paris, Presses Paris Sorbonne, 2005, ISBN 9782840504085.
- Éliane Viennot, Margherita di Valois. La vera storia della regina Margot, Milano, Mondadori, 1994.
- Corrado Vivanti, Le guerre di religione nel Cinquecento, Roma-Bari, Biblioteca essenziale Laterza, 2007, ISBN 978-88-420-8388-7.
- (EN) Hugh Noel Williams, Henry II and his court, New York, Charles Scriben's sons, 1910.